# Microchilo nugalis
Microchilo nugalis là một loài bướm đêm trong họ Crambidae.